# Vito Galfano
Vito Galfano (Marsala, 20 mei 1946 – Arnhem, 29 augustus 1995) was een Nederlands-Italiaans kunstenaar. Zijn werk bestaat uit abstracte kleurrijke schilderijen, tekeningen, litho's en etsen.

## Biografie
Galfano, geboren op Sicilië, kwam in 1970 naar Arnhem, waar hij ging studeren aan de Academie voor Beeldende Kunsten Arnhem. Als kunstenaar begon hij met performances tijdens diverse kunstmanifestaties. Later begon hij zich te ontwikkelen als abstract schilder, tekenaar en lithograaf. In 1978 verkreeg Galfano de Nederlandse nationaliteit.
Galfano nam deel aan groepstentoonstellingen onder andere in Museum voor Moderne Kunst Arnhem (1982) en in Rijksmuseum Twenthe (1990).
In 1984 maakte een krijttekening van Galfano deel uit van de tentoonstelling: BKR Oud en Nieuw (Gemeentemuseum Arnhem). Het werk was aangekocht door de gemeente Arnhem, net als werken van zesendertig andere kunstenaars, om ervoor te zorgen dat de betreffende kunstenaar aanspraak bleef houden op de Beeldende Kunstenaars Regeling (BKR).
Op negenveertig jarige leeftijd kwam Galfano te overlijden aan de gevolgen van aids.

## Eerbetoon
In 1996 organiseerde het Museum voor Moderne Kunst in Arnhem een expositie die in het teken stond van kunstenaars die waren gestorven aan de gevolgen van aids. Binnen deze expositie stond het oeuvre van Galfano centraal en werd het aangevuld met werken van andere kunstenaars die ook aan aids waren te komen overlijden.

## Publicatie
- Maarten Beks, Vito Galfano: 1946-1995. Museum voor Moderne Kunst, 1995